# كريس كرو
كريس كرو (بالإنجليزية: Chris Crowe)‏ هو لاعب كرة قدم بريطاني في مركز جناح ‏، ولد في 11 يونيو 1939 في إنجلترا في المملكة المتحدة، وتوفي في 1 مايو 2003 في برستل في المملكة المتحدة. شارك مع منتخب إنجلترا لكرة القدم. أما مع النوادي، فقد لعب مع بلاكبيرن روفرز وليدز يونايتد ونادي باث سيتي ونادي بريستول سيتي ونادي والسول ونوتينغهام فورست ووولفرهامبتون واندررز.

## وصلات خارجية
- كريس كرو على موقع قاعدة بيانات كرة القدم.إي يو (الإنجليزية)
- كريس كرو على موقع ناشيونال فوتبول تيمز (الإنجليزية)